# Lasset
El Lasset, també conegut amb el nom de Sant Nicolau, és un riu de l'Arieja que neix al Massís de Taba i vessa les seves aigües a la riba esquerra de l'Èrç, a l'alçada de Fogars e Barrinòu.

## Curs
El riu Lasset té una llargada de 13,642 km. La seva font és l'estany del Diable, a 1971 metres d'altitud, situat en un circ que formen les faldes del pic de Solarac (2 368 m) i del Pic de Sant Bertomieu (2 348 m), dins del terme de la comuna de Montsegur. Una mica més avall, a 1852 metres, es realimenta de les aigües de l'estany de les Truites per a continuar el seu curs cap a la vall. Al llarg del seu curs passa pels termes de Montsegur (on neix), Montferrièr, Benais, i Fogats e Barrinòu, on finalitza el seu recorregut (a 550 metres) i uneix les seves aigües a l'Hers Viu.
Al llarg d'aquest tram el Lasset s'alimenta de varis afluents, els més importants dels quals són:
- Rierol de Font Freda: 3,416 km[2]
- Rierol de les Set Fonts
- Rierol del Seuillol: 1,9 km[3]
- Rierol de la Debalhada: 2,937 km[4]

El cabal del Lasset és de 550 l/s a l'alçada de Montsegur, convertint-se en 850 l/s quan arriba a Fogars e Barrinòu.